# セントピーター・バセテール教区
セントピーター・バセテール教区（Saint Peter Basseterre Parish）は、セントクリストファー・ネイビスの行政教区（Parish）のひとつ。セントクリストファー島に位置し、首都バセテールの北部を含む。主要都市はモンキー・ヒルで、キム・コリンズの出身地である。
セントクリストファー・ネイビスの空の玄関口であるロバート・L・ブラッドショー国際空港はセントジョージ・バセテール教区との境界上にある。なおターミナルは当教区に所在する。